# Mat Hoffman
Mat Hoffman (eigentlich: Mathew Hoffman) (* 9. Januar 1972 in Edmond, Oklahoma) ist ein erfolgreicher US-amerikanischer BMX-Fahrer.
Hoffman erreichte Berühmtheit durch seine Manöver in der Halfpipe und war auch in anderen Disziplinen wie Street oder Park sehr erfolgreich. Mat erprobte bereits in jungen Jahren neue Tricks (darunter Flair, 900 und eine Anzahl an 540-Variationen) und konnte bereits als Teenager in Wettbewerben erste Erfolge feiern.
1991 brach Mat den Weltrekord im „Highest Air Vertical Ramp“ auf einer 6,4-Meter-(21-Fuß-)-Quarterpipe. 2001 brach er nochmal seinen Weltrekord, diesmal auf einer 1 Meter größeren Rampe. Mat ließ sich mit einem Motorrad auf ca. 90 km/h anziehen und katapultierte sich 8 m (26,5 Fuß) raus. Sein Kommentar dazu: „I was just over 50 feet off the ground.“ („Ich war gerade mehr als 50 Fuß (=15,2395 m) über dem Boden.“)
In seiner Autobiographie „Die Fahrt meines Lebens“ beschreibt er neben seinem Aufstieg zu einem der besten BMX-Fahrer auch viele seiner Tricks. Ähnlich wie bei dem Skateboarder Tony Hawk trägt das Computerspiel Mat Hoffman's Pro BMX seinen Namen.
Er hat sich nahezu jeden Knochen gebrochen. Um überhaupt noch fahren zu können, ließ er sich künstliche Bänder in seine Beine implantieren. Nach einem besonders schweren Sturz lag er eine Woche im Koma. Wegen seiner Flugakrobatik trägt er den Spitznamen "The Condor".
Gelegentlich war er in den MTV-Shows Jackass, Nitro Circus und den Nick-Kinderserien Zoey 101 und Neds ultimativer Schulwahnsinn zu sehen und hatte eine kleine Nebenrolle in dem Film xXx – Triple X.
Er ist Vater einer Tochter und lebt mit seiner Familie in Oklahoma City.